# Rollandia
Rollandia là một chi chim trong họ Podicipedidae.